# بهمن شیروانی
بهمن شیروانی (زاده ۲۸ ژانویهٔ ۱۹۸۹) یک بازیکن فوتبال اهل ایران است.